# Раковський Роман Йосипович
Роман Раковський (* 25 квітня 1899 — 18 березня 1994) — український кооператор, журналіст. Родом з Сокаля (Галичина), син о. Йосифа Раковського.
У 1924—1944 роках ревізор, інспектор та референт виробничої кооперації при Ревізійному Союзі Українських Кооператив у Львові, 1932-39 pp. головний директор кооперативної фабрики «Суспільний Промисл» у Львові. На еміграції в Німеччині й в США; з 1951 року директор української федеральної кредитової кооперативи «Самопоміч» у Нью-Йорку. Автор статей на економічну і кооперативну теми.